# Chiesa rurale dell'Annunziata
La chiesa dell'Annunziata è una chiesa rurale di Bari. Situata al confine fra i territori dei quartieri Palese Macchie e Santo Spirito, fino al 1928 si trovava al confine fra Bitonto e Modugno, allorché Santo Spirito e Palese passarono, per il volere del gerarca fascista e podestà di Bari Araldo di Crollalanza, dalle giurisdizioni dei due anzidetti comuni a quella del capoluogo.
Si trova a pochi metri dalla strada provinciale 156 Bitonto-Aeroporto di Palese, nei pressi della contrada Arco Camerato.

## Storia
La chiesa era uno dei numerosi edifici di culto sparsi nei contadi di Bitonto e Bari, ed è in stile romanico pugliese. Alcuni studiosi hanno ipotizzato che sia la chiesa di "Santa Maria de' Staginisio", citata in un documento dell'agosto 1190.
L'edificio è citato ufficialmente per la prima volta nel 1488 nel libro rosso dell'Università di Bitonto, insieme alla chiesa rupestre di Sant'Angelo in Camerata, situata a poca distanza (di quest'ultima, oggi rimane solo la grotta).
Fu completamente rifatta nell'alzato nel 1585; ulteriori aggiunte si ebbero nel 1805 per commissione di Michelangelo Maffei, ricco bitontino, amministratore della città e cavaliere dell'Ordine di Malta, come è ricordato in una lapide.
Fino alla prima metà del Novecento era situata presso un importante crocevia rurale, tra la via Bitonto-Bari (corrispondente alle attuali strade Misciano e Sant'Andrea, cioè la ex Bari-Bitonto) e la via Modugno-Giovinazzo.
Dal XIX secolo il suo culto è stato condiviso da palesini, bitontini e, anche se in misura minore, dai modugnesi, che usavano recarvisi in pellegrinaggio in occasione della festa dell'Annunciazione del 25 marzo, detta "Annunziata povera", e della prima domenica dopo Pasqua, detta "Annunziata ricca"; si tratta tuttora degli unici giorni in cui la chiesa è aperta al pubblico.

## Architettura

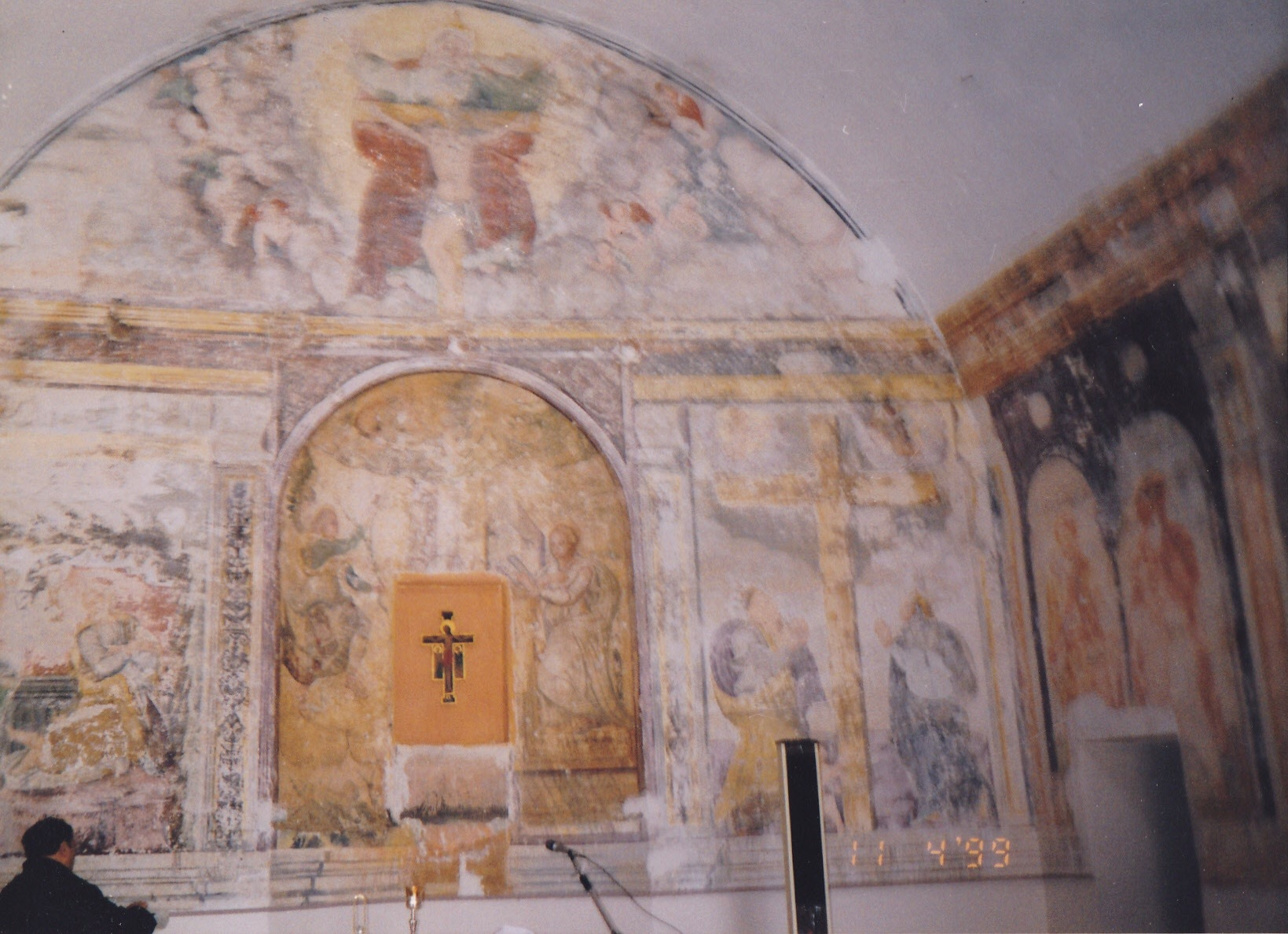
L'interno della chiesa con il nicchione e gli affreschi, in una foto del 1999.

La chiesa presenta pianta quadrata con spessi muri perimetrali in tufo locale, dai conci squadrati nelle parti superiori, al contrario della parte inferiore. Nella facciata presenta un portale d'ingresso quasi perfettamente centrale, sormontato da una monofora strombata esternamente; su di essa sono impostati due sostegni simmetrici, resti di una caditoia. In linea con questi, sulla sommità, è presente un campaniletto a vela settecentesco.
Subito a sinistra del portale, la facciata è preceduta da un loggiato a singola campata, a fornici con archi acuti e sormontato da una volta a botte, che doveva servire da riparo ed edicola votiva. A destra, in linea con la facciata, è annesso all'edificio un corpo di fabbrica più basso, di forma parallelepipeda, con porta d'accesso esterna e una piccola finestra, in passato adibito a stalla, comunicante mediante un piccolo passaggio con la chiesa.
All'interno, lo spazio è coperto da una volta a botte ottocentesca. L'abside, posta sul lato orientale, è ridotta ad un nicchione, che in passato doveva essere affiancato da due nicchie più piccole. Il pavimento è in vecchie lastre di pietra (nel dialetto pugliese sono chiamate chianche).
Sui muri interni sono stati scoperti, sotto l'intonaco bianco, degli affreschi a tempera, manifestazioni di devozione popolare, spesso commissionati da famiglie modugnesi e bitontine (come indicato nelle firme) e risalenti ai secoli XVI-XVIII. Gli affreschi raffigurano varie scene religiose, dalla Natività all'adorazione della Croce, ai Santi. Sulla parete d'ingresso e quella a sinistra è rappresentato un Giudizio Universale, racchiuso da una cornice di gusto manierista tardo-rinascimentale, opera del pittore Ruggero Bruno da Cosenza.
Alle spalle dell'altare settecentesco, era presente un pluteo con rilievo su pietra, raffigurante la Madonna col Bambino, che fu rubato.